# To nie jest hip-hop. Rozmowy III
To nie jest hip-hop. Rozmowy III – trzeci tom książki z wywiadami-rzeka z przedstawicielami polskiej sceny hiphopowej. Książka ukazała się na rynku 4 grudnia 2020 roku nakładem wydawnictwa No Dayz Off.

## Info
Prace nad książką rozpoczęły się czerwcu 2020 roku i trwały niecałe pół roku. Autorami wywiadów są Jacek Baliński i Bartek Strowski. Za zdjęcia odpowiedzialna była Anna Bystrowska, a za ilustracje Jacek „Znajomy Grafik” Rudzki.
Książka spotkała się z uznaniem mediów. W recenzji do magazynu „Metal Hammer” autor Maciej Krzywiński pozytywnie podkreślał charakter książki, jako kompendium hip-hopu.

## Lista rozmówców
- Sebastian „600V” Imbierowicz – producent muzyczny, DJ i inżynier dźwięku;
- Damian „Bonson” Kowalski – raper i autor tekstów;
- Leszek „Eldo” Kaźmierczak – raper i autor tekstów, współtwórca zespołu Grammatik;
- Michał „Ero” Czajkowski – raper, autor tekstów i grafficiarz, współtwórca zespołu JWP;
- Mateusz Jędrzejewicz – menedżer muzyczny i wydawca, współwłaściciel agencji chillwagon.co;
- Marcin „Kali” Gutkowski – raper, autor tekstów i współwłaściciel marki odzieżowej Ganja Mafia;
- Kuba Knap – raper i autor tekstów, współtwórca zespołu WCK;
- Witek Michalak – wydawca, współwłaściciel Alkopoligamia.com i szef Def Jam Recordings Poland;
- Łukasz „Paluch” Paluszak – raper, autor tekstów i właściciel wytwórni BOR Records;
- Ryszard „Peja” Andrzejewski – raper, autor tekstów i producent muzyczny, współtwórca Slums Attack;
- Sebastian „Rahim” Salbert – raper, autor tekstów i producent muzyczny, współtwórca Paktofonika i Pokahontaz;
- The Returners – duet producencko-didżejski;
- Mariusz „Sarius” Golling – raper, autor tekstów i twórca marki Antihype;
- Piotr „Spisek Jednego” Skorupski – DJ, muzyk i producent muzyczny;
- Bartłomiej Walczuk – projektant graficzny i art director, właściciel Osom Studios.